# Dietrich Ebert
Dietrich Ebert (* 25. Oktober 1948 in Sankt Peter-Ording) ist ein deutscher Illustrator und Grafikdesigner.

## Leben
Dietrich Ebert machte eine Lithografenlehre, eine Ausbildung zum grafischen Zeichner und studierte an der Staatlichen Akademie der Bildenden Künste Stuttgart.
Nach seinem Abschluss machte er sich 1977 als Illustrator und Grafikdesigner selbstständig. Ab 1978 war er kurzzeitig Lehrbeauftragter an der Pädagogischen Hochschule in Reutlingen. Von 1980 bis 1982 hatte er eine Professur für Grafikdesign an der Hochschule für bildende Künste in Braunschweig inne. Ebert ist vor allem im Bereich Werbegrafik und Buchillustration tätig.
Dietrich Ebert arbeitet für Werbeagenturen, wie Leonhard & Kern (Stuttgart), TWBA Werbeagentur GmbH (Frankfurt am Main) und GGK (Düsseldorf), sowie für Industrieunternehmen, wie IBM, AEG und Lacoste.
Für den Autokonzern Mercedes-Benz gestaltete Dietrich Ebert u. a. 1986 zum 100. Geburtstag des Unternehmens einige Poster mit Errungenschaften aus der Unternehmensgeschichte. Er war auch als Illustrator für das Magazin Der Spiegel tätig.
Seit 1984 war Dietrich Ebert zudem für die die künstlerische Gesamtgestaltung des Programmbereichs Fantasy-Literatur des Klett-Cotta Verlages in Stuttgart zuständig. Das erste Cover, das Ebert für den Verlag gestaltete, war jenes für Charles G. Finneys Doktor Laos großer Zirkus (1935, dt. 1984). Seitdem gestaltete er bis 2005 die Cover für Werke von Autoren, wie Tad Williams (Otherland), T. H. White (u. a. Der König auf Camelot), Anthony Burgess (u. a. Der Fürst der Phantome) und J. R. R. Tolkien (u. a. Der Hobbit, Der Herr der Ringe und Nachrichten aus Mittelerde). 1985 erschien mit Der Tolkien Kalender 1986 – Ansichten von Mittelerde ein Kalender mit zwölf Illustrationen zu Tolkiens Fantasy-Welt.
In Eberts Werken wird seine Vorliebe für die Lithografie offenkundig, ebenso wie das Experimentieren mit Collagen und unterschiedlichen Druckverfahren. Albrecht Ade spricht ihm dabei einen großen Wunsch nach Detailreichtum und kleinteiliger Ausarbeitung jedes Elementes einer Grafik zu.
Dietrich Ebert ist mit der studierten Textildesignerin Irmgard Ebert verheiratet, mit der er auch das gemeinsamen Büro für Werbegrafik leitet. Das Paar lebt in Reutlingen-Sondelfingen.

## Werke (Auswahl)

### Umschlagillustration/-gestaltung
- Charles G. Finney: Doktor Laos großer Zirkus (The Circus of Dr. Lao). 1. Auflage. Klett-Cotta Verlag, Stuttgart 1984, ISBN 3-608-95165-2.
- Anthony Burgess: Der Fürst der Phantome (Earthly Powers). 1. Auflage. Klett-Cotta Verlag, Stuttgart 1984, ISBN 3-608-95215-2.
- T. H. White: Der König auf Camelot (The Once and Future King). 7. Auflage. Klett-Cotta Verlag, Stuttgart 1984, ISBN 3-608-93713-7. (vierbändig).

- J. R. R. Tolkien: Die Abenteuer des Tom Bombadil (The Adventures of Tom Bombadil). 1. Auflage. Klett-Cotta Verlag, Stuttgart 1984, ISBN 3-608-95009-5.
- J. R. R. Tolkien: Gute Drachen sind rar. 1. Auflage. Klett-Cotta Verlag, Stuttgart 1984, ISBN 3-608-93064-7.
- J. R. R. Tolkien: Die Geschichte des Großen Ringkrieges. 1. Auflage. Klett-Cotta Verlag, Stuttgart 1997, ISBN 3-608-93320-4.
- J. R. R. Tolkien: Der Hobbit (The Hobbit). 1. Auflage. Klett-Cotta Verlag, Stuttgart 1998, ISBN 3-608-93805-2.
- J. R. R. Tolkien: Der Herr der Ringe (The Lord of the Rings).  1. Auflage der neuen Übersetzung. Klett-Cotta Verlag, Stuttgart 2000, ISBN 3-608-93222-4 (einbändig) & ISBN 3-608-93544-4 (dreibändig).
- Tad Williams: Otherland. 1. Auflage. Klett-Cotta Verlag, Stuttgart 2004, ISBN 3-608-93425-1. (Einzelbände 1997–2004, vierbändig).